# Судимир (станция)
Суди́мир — станция Московской железной дороги, расположена в границах сельского поселения «Деревня Младенск» Жиздринского района Калужской области, одноимённый посёлок при станции. Открыта в 1899 году на Московско-Киево-Воронежской железной дороге.

## Описание
Находится на электрифицированном переменным током (25кВ) участке Сухиничи — Брянск Московской железной дороги. Отнесена к Брянскому региону МЖД. Имеются две низкие (береговая и островная) пассажирские платформы, соединённые между собой низким пешеходным переходом с деревянными настилами. В шести километрах от станции проходит федеральная автомагистраль М3 «Украина» (Киевское шоссе).
Путевое развитие — 7 путей различного назначения. Расстояние от Киевского вокзала города Москвы 329 километров, от Брянска — 50 км. Время в пути на электропоезде от станции Брянск-Орловский — 1 час 05 минут. Турникеты отсутствуют. В настоящее время здание вокзала закрыто, билеты продают поездные бригады.

## История
Открыта в августе 1899 года на участке Сухиничи — Брянск Московско-Киево-Воронежской железной дороги. Регулярное пассажирское движение запущено осенью того же года. Построена рядом с селом Младенское и деревней Судимир Овсорской волости Жиздринского уезда Калужской губернии. Названа по имени близлежащей деревни — Судимир.
К 1913 году в селе Младенское и деревне Судимир постоянно проживало 2375 человек, имелись земские школы. К 1905 году вокруг станции вырос небольшой одноимённый посёлок.
С началом немецкой оккупации Жиздринского района Орловской области в октябре 1941 года, станция становится одной из главных мишеней партизанских отрядов Брянщины. Только в период с 17 декабря 1941 года по 7 января 1942-го, партизанскими группами было совершено несколько налётов на станцию, разгромлен штаб одной из пехотных частей, взорваны водонапорная башня и железнодорожный мост рядом со станцией, пущен под откос воинский эшелон (44 вагона) с военной техникой и личным составом.
17 января 1942 года у здания вокзала оккупантами были расстреляны члены молодёжной группы подпольщиков, созданной учительницей Н. И. Ерёминой-Румянцевой.
В 1942—1943 годах нацистами при станции был организован пересыльный лагерь, откуда на принудительные работы в Германию отправлялось трудоспособное население близлежащих сёл, деревень и посёлков.
Железнодорожная станция Судимир была освобождена 16 августа 1943 года бойцами 1026-го стрелкового полка 260-й стрелковой дивизии из состава 11-й армии генерал-лейтенанта И. И. Федюнинского.

## Объекты историко-культурного наследия
Рядом с железнодорожным вокзалом установлен памятник партизанам, называемый в народе «Митя». Монумент представляет собой прямоугольный блок с мраморной мемориальной плитой с надписью: «25.12.1941 г. партизаны из отрядов Д. Н. Медведева, Смертина, Пуклина и Бернта совершили налет на станцию Судимир и уничтожили свыше 50 оккупантов».

## Пассажирское движение
На станции имеет непродолжительную остановку пассажирский поезд дальнего следования Брянск — Санкт-Петербург и все электропоезда, следующие направлением на Сухиничи и Брянск. Для части электропоездов станция Судимир является конечной. Пригородные линии обслуживают бригады АО «Центральная ППК» на электропоездах ЭД9Т и ЭД9М, приписанных к ТЧ-45 Брянск-I (МВПС).

## Комментарии
1. ↑  Рейд на станцию Судимир был предпринят частью сил сводного партизанского отряда под кодовым наименованием «Митя», командиром которого был будущий Герой Советского Союза Дмитрий Николаевич Медведев. Смертин, Пуклин и Бернт – фамилии командиров партизанских групп из этого отряда, назначенных Д.Н. Медведевым для проведения операции в Судимире. Всего же в эту ночь медведевцы нанесли удары по фашистам одновременно в четырех местах.